# 拉莫特蒂利
拉莫特蒂利（法語：La Motte-Tilly）是法国奥布省的一个市镇，属于塞纳河畔诺让区（Nogent-sur-Seine）塞纳河畔诺让县（Nogent-sur-Seine）。该市镇2009年时的人口为372人。

## 人口
拉莫特蒂利人口变化图示
| 数据来源：INSEE |